# Ateralphus lacteus
Ateralphus lacteus är en skalbaggsart som beskrevs av Maria Helena M. Galileo och Martins 2006. Ateralphus lacteus ingår i släktet Ateralphus och familjen långhorningar. Inga underarter finns listade.